# هالیول، برفوردشر
هالیول (به انگلیسی: Holywell) یک روستا در بریتانیا است که در بدفوردشر واقع شده‌است.